# Ludwig Wilhelm Gilbert
Ludwig Wilhelm Gilbert (12. august 1769 i Berlin – 7. marts 1824) var en tysk fysiker af fransk slægt.
I 1795 blev Gilbert docent i matematik og fysik i Halle, 1801 professor i fysik og kemi sammesteds. 1811 kom han til Leipzig som professor i fysik, og her blev han til sin død.
Gilbert har mindre gjort sig fortjent ved originalt arbejde end som samler og især som udgiver (1798—1824) af "Annalen der Physik" efter Grens død.